# 罗伯特·莫克
罗伯特·莫克（英語：Robert Moch，1914年6月20日—2005年1月18日），美国男子赛艇运动员。他曾代表美国参加1936年夏季奥林匹克运动会赛艇比赛，获得男子八人单桨有舵手金牌。